# Endophyllum sedi
Endophyllum sedi är en svampart som först beskrevs av Augustin Pyrame de Candolle, och fick sitt nu gällande namn av Joseph-Henri Léveillé 1825. Endophyllum sedi ingår i släktet Endophyllum och familjen Pucciniaceae.   Inga underarter finns listade i Catalogue of Life.